# Komatsu Manufacturing Rus

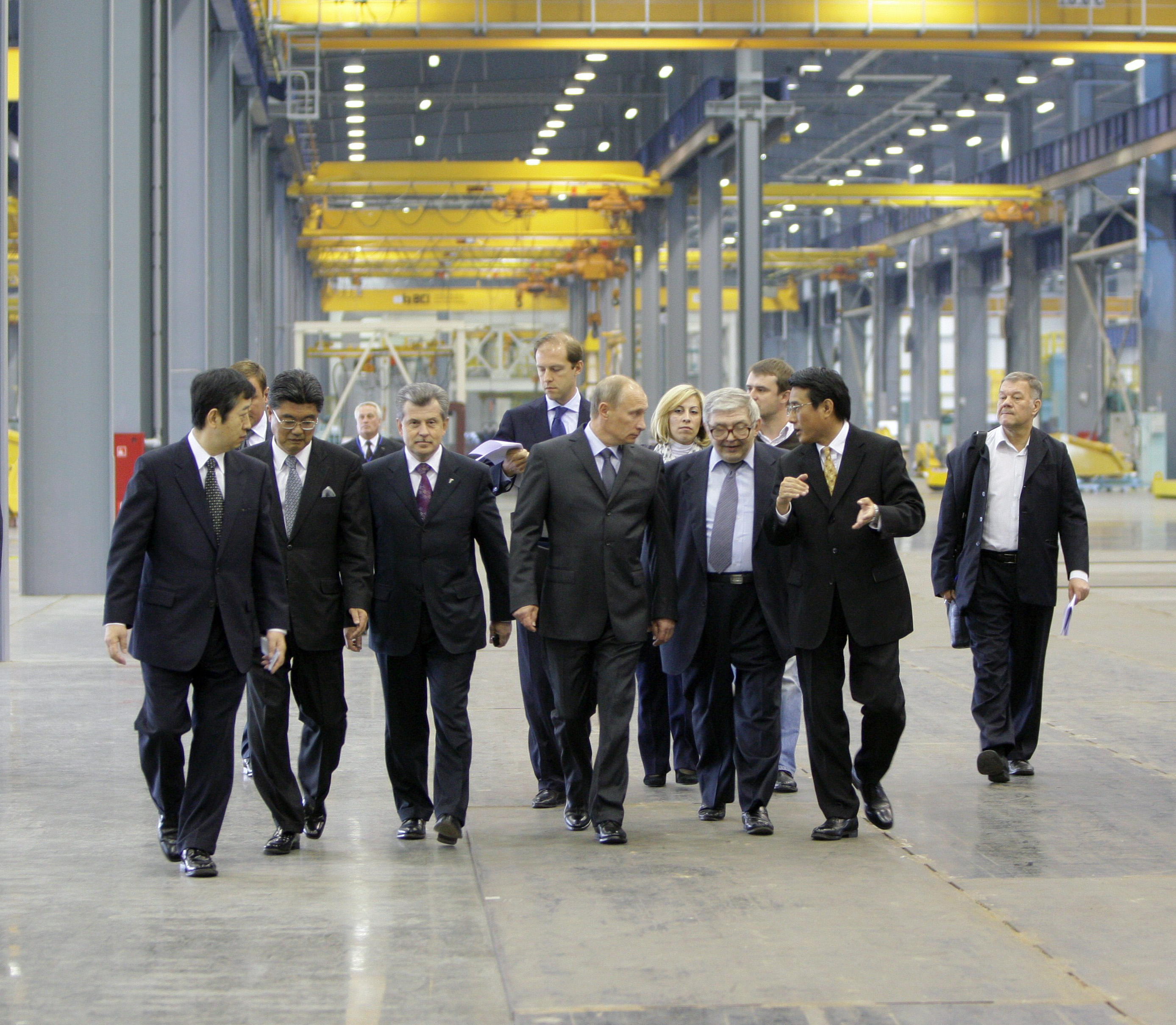
Новый завод показывают премьер-министру России В. В. Путину. 2010 год

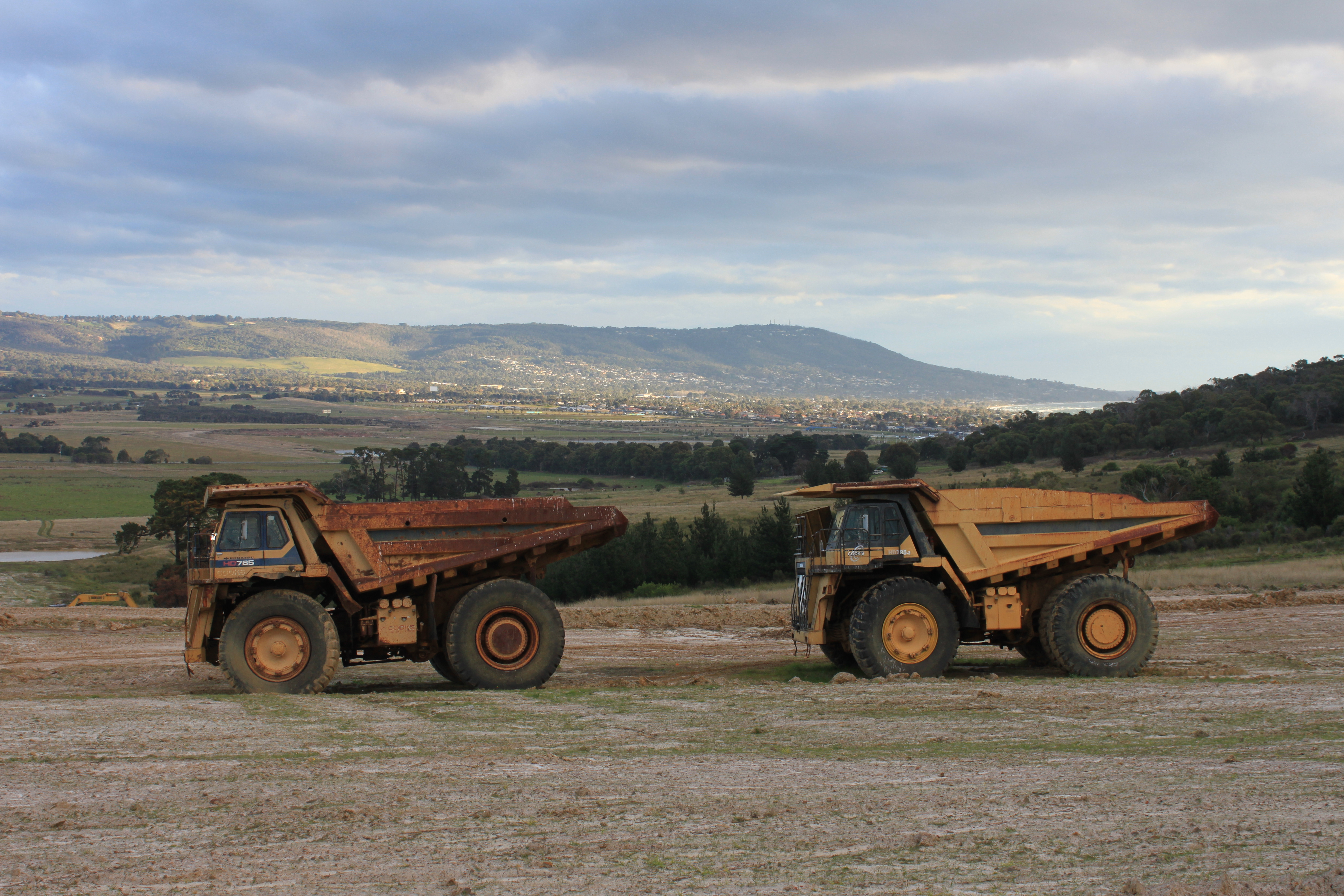
Карьерные самосвалы Komatsu

Комацу Мэнуфэкчуринг Рус (англ. Komatsu Manufacturing Rus) — завод по производству строительной техники, дочернее предприятие японской машиностроительной компании Komatsu в российском городе Ярославле, открытый в 2010 году.
14 февраля 2008 года прошла регистрация компании «Комацу Мэнуфэкчуринг Рус», 29 февраля 2008 года было подписано инвестиционное соглашение. 21 июля 2008 года началось строительство завода.
Строительство завода по производству строительной техники в Ярославле завершено в начале июня 2010 года. Завод стал первым сборочным заводом «Komatsu» в России и 25-м по счёту заводом компании в мире. Его площадь составляет 50,2 тыс. м2. Максимальная численность персонала при выходе на проектную мощность в 3000 экскаваторов в год будет составлять 500 человек.
2 июня 2010 года состоялась церемония завершения строительства, с этого момента завод приступил к работе. Завод стал первым иностранным предприятием в России, выполняющим полный цикл сборки строительной техники. На заводе производятся гидравлические экскаваторы PC200, PC210NLC, PC220, PC300, PC400 и карьерные самосвалы HD785-7.
Для подготовки специалистов и проведения практических занятий для студентов на базе Ярославского государственного технического университета компанией «Komatsu» открыт учебный центр, где установлен сварочный робот и миниэкскаватор.